# Elias Landolt (skogsvetare)

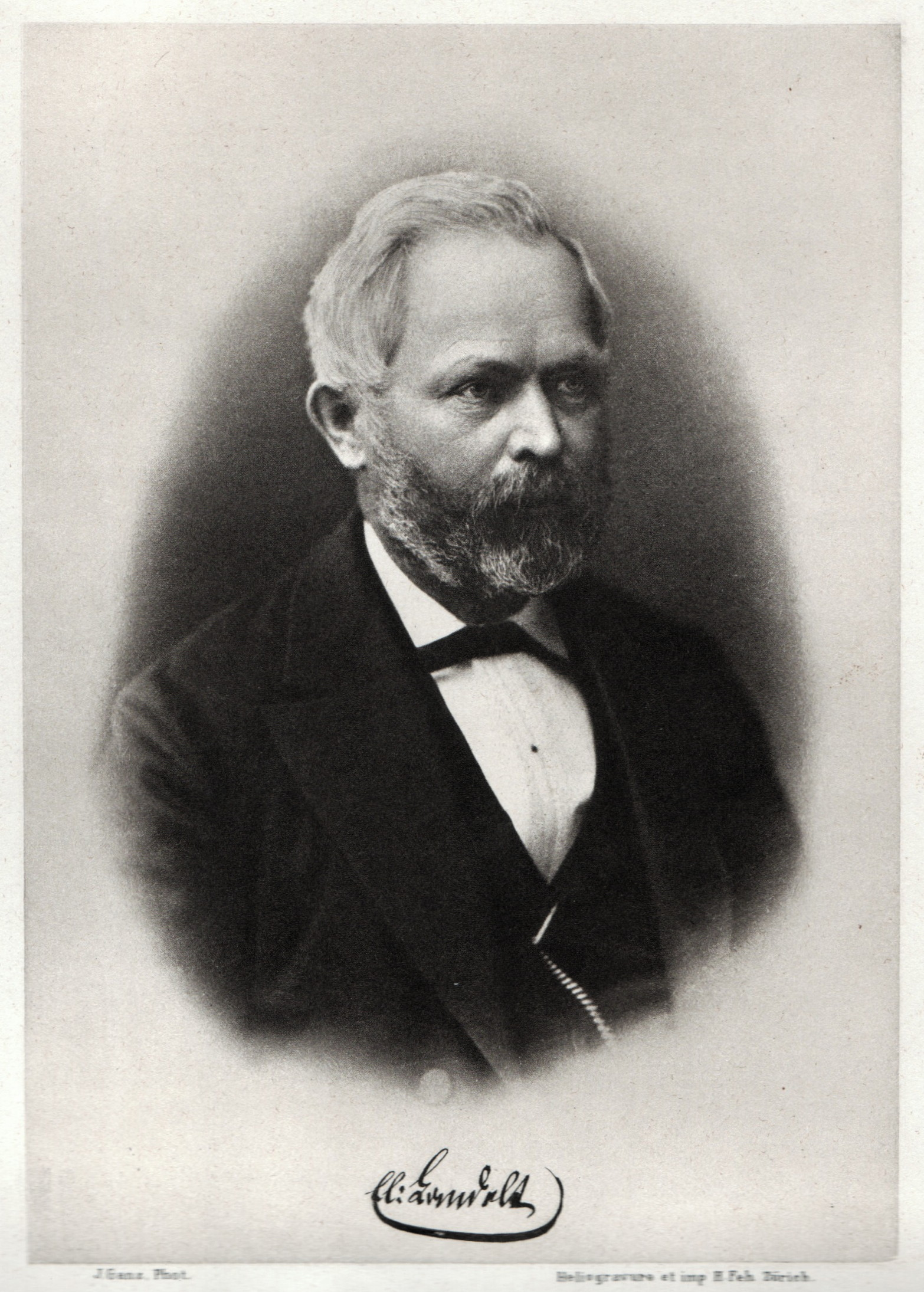
Elias Landolt (1821–1896)

Elias Landolt, född 28 oktober 1821 i Kleinandelfingen, död 18 maj 1896 i Zürich, var en schweizisk skogsman.
Landolt studerade skogshushållning i Hohenheim och Tharandt och var först Forstmeister (revirförvaltare) sedan 1864–1882 Oberforstmeister (överjägmästare) i kantonen Zürich. Han var 1855–1893 professor vid skogsavdelningen av Polytechnikum i Zürich där han 1867–1870 även var rektor. Han ägnade sig mest åt skogsförhållandena i högalperna och åt de så kallade vildbäckarnas fördämmande. Åren 1861–1893 utgav han Schweizerische Zeitschrift für Forstwesen.